# Gość Puszczański
Gość Puszczański – polskie czasopismo wychodzące w latach 1919–1922 w Nowogrodzie pod Łomżą. Wydawane było przez Adama Chętnika początkowo jako dwutygodnik, następnie jako miesięcznik. Zajmowało się głównie sprawami Kurpi i Mazur.

## Historia
Pierwszy numer ukazał się 15 lipca 1919 roku z podtytułem: „Gazeta Kurpiów: tygodnik oświatowy, gospodarczo-społeczny i krajoznawczy z obrazkami, poświęcony sprawom kurpiowskim, mazurskim i innym, dotyczącym pogranicza”. Wydawcą czasopisma był Adam Chętnik. Stanowisko redaktora, oprócz Chętnika zajmowała także Zofia Chętnikowa (z domu Klukowska), pierwsza żona tego badacza kultury kurpiowskiej. Gazeta wydawana była w Nowogrodzie, a drukowana w Warszawie. Redakcja gazety mieściła się w domu Chętnika. 
Motto „Gościa” brzmiało: „Bogu na chwałę – Ojczyźnie na pożytek”. Według zamierzeń redakcji gazeta miała być „prowadzona w duchu bezpartyjnym, lecz katolickim i narodowym”. Kiedy jesienią 1919 roku Chętnik zawiązał Związek Puszczański – organizację mającą na celu podniesienie poziomu społeczno-gospodarczego i kulturalnego Kurpiowszczyzny, „Gość” został organem Związku. Czasopismo zajmowało się sprawami Kurpiów i Mazurów, skupiając się na zagadnieniach gospodarczych i kulturze tych regionów. Problemom pogranicza kurpiowsko-mazurskiego był szczególnie poświęcony dodatek do „Gościa Puszczańskiego”, czyli „Goniec Pograniczny”. Pierwszy numer „Gońca” wyszedł 28 listopada 1919 roku. „Goniec Pograniczny” wychodził do 1924 roku. Na łamach swego miesięcznika Chętnik poświęcał wiele miejsca sprawie plebiscytu na Warmii i Mazurach. W „Gościu” i szczególnie w „Gońcu” agitowano za przyłączeniem Mazur do Polski. Redaktorzy „Gościa” podkreślali ścisły związek Mazurów z Polską i ich wspólne pochodzenie z Kurpiami. 
Oprócz kwestii związanych z pograniczem kurpiowsko-mazurskim w „Gościu Puszczańskim” ukazywały się korespondencje z terenu Puszczy Zielonej. Dzięki „Gościowi” i „Gońcowi” społeczeństwo Kurpiowszczyzny dowiadywało się również o przebiegu wojny polsko-bolszewickiej w 1920 roku. Adam Chętnik był nie tylko wydawcą i redaktorem czasopisma, ale także twórcą większości artykułów, z których część podpisana była imieniem i nazwiskiem, a w innych występował on pod pseudonimami „T. Kurp”, „Teofil Kurp”.
Czasopismo przestało się ukazywać w 1922 roku. Dalszą pracę wydawniczą mogła utrudniać Chętnikowi mnogość obowiązków w tamtym czasie. W latach 1922–1927 Chętnik był posłem na sejm, a dodatkowo kontynuował swą działalność naukową.